# Lukas Thürauer
Lukas Thürauer (* 21. Dezember 1987 in Wien) ist ein österreichischer Fußballspieler.

## Karriere

### Verein
Thürauer begann seine Karriere in der Jugend seines Heimatvereine Bergern SV und Kremser SC. In Folge wurde er im Nachwuchs-Leistungszentrum (später Akademie) St. Pölten aufgenommen. 2005 erfolgte ein persönlicher Schicksalsschlag, als bei ihm eine Krebserkrankung diagnostiziert wurde. Eine Profikarriere war damit in weite Ferne gerückt. Die Behandlungen verliefen positiv und Thürauer konnte den Krebs besiegen.
Im Jänner 2007 erfolgte dann der Sprung zum akademienahen SKN St. Pölten. In Folge ließ er bereits in der Regionalliga Ost mit starken Leistungen aufhorchen. Zum Ende der Saison 2007/08 feierte er mit der Mannschaft den Meistertitel in der Regionalliga Ost und den damit verbundenen Aufstieg in die Erste Liga.
In der Saison 2008/09 sorgte er daraufhin mit einer äußerst jungen St. Pöltner Mannschaft für Furore. Am Ende belegte man den 5. Tabellenrang. Persönlich, wurde seine Saison mit der Wahl zum „Young Star des Jahres“ gekrönt. Er konnte in 32 Saisonspielen acht Torerfolge verzeichnen.
Nachdem es in Folge zu mehreren Anfragen aus der Bundesliga bezüglich eines etwaigen Transfers von Thürauer kam, verlängerte er seinen Vertrag mit St. Pölten bis zum Jahr 2010.
Verschiedene Fußballexperten bescheinigen Thürauer großes Talent. Weiters genießt er als zentraler Mittelfeldspieler mit österreichischer Staatsbürgerschaft eine Art „Exotenstatus“, da diese Position im österreichischen Fußball meist von Legionären besetzt wird.
Am 20. Jänner 2012 wurde bekannt, dass Thürauer zum FC Trenkwalder Admira in die Bundesliga wechselt. Für die Südstädter absolvierte er in den folgenden Jahren insgesamt 83 Spiele für die Südstädter und erzielte dabei acht Tore. In der Winterpause der Saison 2014/15 wechselte er mit 7. Jänner 2015 in die Erste Liga zurück zu seinem Jugendverein SKN St. Pölten. Dort erhielt er einen Vertrag bis Sommer 2016. Im Gegenzug wechselte Konstantin Kerschbaumer von St. Pölten nach Mödling. 2016 konnte er mit dem SKN St. Pölten in die Bundesliga aufsteigen.
Im Jänner 2018 löste er seinen Vertrag beim SKN auf und beendete seine Karriere als Profi. Daraufhin wechselte er noch im selben Monat zum viertklassigen Kremser SC; dem Erzrivalen von St. Pölten. In Krems war er bis zur Saison 2020/21 als Spieler aktiv. Im Sommer 2021 beendete Thürauer seine aktive Karriere. Anschließend war Thürauer zwei Saisonen Co-Trainer von Björn Wagner bei den Kremsern.

### Nationalmannschaft
Bisher wurde Thürauer lediglich im Jahr 2007 vom damaligen Teamchef Paul Gludovatz für das freundschaftliche Länderspiel gegen die Schweiz auf „Abruf“ in den österreichischen U-20 Kader berufen.

## Erfolge

### Im Verein
- 1 × Meister Regionalliga Ost: 2007/08

### Als Spieler
- 1 × Young Star des Jahres 2009 – ADEG Erste Liga
- 1 × Young Star des Jahres 2009 (Sport-Woche-Wahl)
- 1 × Erste Liga Young Star des Monats August: 2008